# Merla becnegra
La merla becnegra (Turdus ignobilis) és un ocell de la família dels túrdids (Turdidae).

## Hàbitat i distribució
Habita els boscos de ribera, clars, vegetació secundària i sabana de les terres baixes i muntanyes, a Colòmbia i Veneçuela occidental.

## Taxonomia
La classificació d'aquesta espècie ha patit diverses reestructuracions en època recent. Antany es considerava dins Turdus ignobilis les subespècies: T. i. goodfellowi, T. i. ignobilis, T. i. debilis, T. i. arthuri i T. i. murinus. Arran treballs com ara Cerqueira et al 2016 i Avendaño et al. 2017 alguns d'aquests taxons (arthuri i murinus) són considerats espècies de ple dret pel Congrés Ornitològic Internacional, versió 11.1, 2021.
Altres consideren amés que debilis és una espècie diferent:
- Turdus ignobilis (sensu stricto) - merla becnegra septentrional.[6]
- Turdus debilis Hellmayr, 1902 - merla becnegra occidental[7]